# Tabulacja
Tabulacja – sposób wyrównywania tekstu stosowany w maszynach do pisania, do których zachowania nawiązują komputerowe edytory tekstu.

## Maszyny do pisania
W maszynach do pisania i maszynach drukarskich tabulatorami poziomymi były określone punkty na osi poziomej arkusza papieru. Tabulacja realizowana była przez przeskok do najbliższego tabulatora w prawo. Pionowa tabulacja była realizowane poprzez obrót wałka maszyny do pisania o określony kąt. Na kartce był to przeskok o daną liczbę wierszy w dół.

## Komputerowe edytory tekstu
W celu zastosowania tabulacji edytor tekstu rozmieszcza w tekście tabulatory, czyli obiekty służące do wyrównywania tekstu, które wykorzystywane są przy tworzeniu różnych zestawień i spisów. Mogą nimi być specjalne znaki typograficzne niewidoczne na wydruku (ang. whitespace), których wpisanie powoduje przesunięcie kursora tekstowego w prawo do najbliższego punktu tabulacji. Tabulatorami są też często nazywane same punkty tabulacji. W celu wprowadzenia znaku tabulacji na klawiaturze wybiera się klawisz Tab ↹.
Zastosowanie tabulacji powoduje, że tekst jest widoczny w postaci tzw. wcięć. Graficznie tabulacja odpowiada kilku znakom spacji. Ułatwia tworzenie różnego rodzaju zestawień i pozwala na dostosowanie wielkości wcięcia akapitu – tabulacje pozwalają więc na napisanie tekstu w bardziej czytelny sposób. Stosuje się ją przy pisaniu programów w ogromnej większości języków programowania, gdzie umożliwia wydzielanie poszczególnych struktur programu.
Przykład programu z wcięciami w języku C++:
```
#include
 
<iostream.h>

int
 
main
(
int
 
argc
,
 
char
 
*
argv
[])
 
{

	
int
 
x
[
10
];
    
// deklaracja tablicy

	
int
 
i
;

	
for
 
(
i
 
=
 
0
;
 
i
 
<
 
10
;
 
i
++
)
 
{

		
x
[
i
]
 
=
 
i
;
      
// wpisanie do tablicy danych

	
}

	
for
 
(
i
 
=
 
0
;
 
i
 
<
 
10
;
 
i
++
)
 
{

		
std
::
cout
 
<<
 
x
[
i
]
 
<<
 
std
::
endl
;
   
// wyświetlenie wyniku

	
}

	
return
 
0
;

}

```

W edytorach tekstu punkty tabulacji są widoczne na linijce. Tworzone są automatyczne według określonej siatki tabulacji, ale mogą też być ustawiane ręcznie przez użytkownika.

## Znaki tabulacji
Zestawienie znaków przedstawia poniższa tabela. W przeważającej większości systemów kodowania znaków tabulatory mają takie same numery jak w kodzie ASCII. Wynika to z ujednolicenia sterowania programami i urządzeniami do edycji tekstu.
Wyjątkami są  EBCDIC, BSI (proponowany system zapisu na taśmie magnetycznej), X3.2 (standard poprzedzający ASCII), ECMA (kod 6-bitowy) i Fieldata (sposób kodowania w armii USA w latach 50.), ale są to kody już historyczne lub istniejące tylko jako propozycje.
| Sposób kodowania znaków | Pozioma tabulacja nr DEC (HEX) | Pionowa tabulacja nr DEC (HEX) |
| ----------------------- | ------------------------------ | ------------------------------ |
| ASCII                   | 9 (09)                         | 11 (0B)                        |
| UNICODE                 | 9 (09)                         | 11 (0B)                        |
| EBCDIC                  | 5 (05)                         | 11 (0B)                        |
| BSI                     | 4 (04)                         |                                |
| X3.2                    | 6 (06)                         | 7 (07)                         |
| ECMA                    | 1 (01)                         | 3 (03)                         |
| Fieldata                | 67 (43)                        |                                |

System kodowania ISO 6429 zawiera dodatkowe znaki sterujące tabulacją:
- 136 – Horizontal Tabulation Set (zatrzymuje tabulację na pozycji kursora);
- 137 – Horizontal Tabulation With Justification (podobnie jak wcześniej, ale dodatkowo tekst zostaje rozciągnięty tak, ze ostatni znak jest umieszczony tuż przed znakiem tabulacji);
- 138 – Vertical Tabulation Set (zatrzymuje tabulację na pozycji kursora).